# Iseilema schmidii
Iseilema schmidii är en gräsart som beskrevs av Aimée Antoinette Camus. Iseilema schmidii ingår i släktet Iseilema och familjen gräs. Inga underarter finns listade i Catalogue of Life.